# Phlebia diaphana
Phlebia diaphana är en svampart som beskrevs av Parmasto ex K.H. Larss. & Hjortstam 1986. Phlebia diaphana ingår i släktet Phlebia och familjen Meruliaceae.  Arten är reproducerande i Sverige. Inga underarter finns listade i Catalogue of Life.